# Малонизгорецька сільська рада
Малонизгорецька сільська рада — колишня адміністративно-територіальна одиниця та орган місцевого самоврядування у Вчорайшенському (Бровківському) і Ружинському районах Київської й Житомирської областей Української РСР та України з адміністративним центром у с. Малі Низгірці.

## Населені пункти
Сільській раді були підпорядковані населені пункти:
- с. Малі Низгірці

## Населення
Відповідно до перепису населення СРСР, станом на 17 грудня 1926 року, чисельність населення ради становила 1 634 особи, з них, за статтю: чоловіків — 816, жінок — 818; етнічний склад: українців — 1 616, росіян — 6, євреїв — 12. Кількість господарств — 344, з них, несільського типу — 8.
Станом на 5 грудня 2001 року, відповідно до перепису населення України, кількість мешканців сільської ради становила 440 осіб.

## Склад ради
Рада складалася з 12 депутатів та голови.

## Керівний склад сільської ради
| ПІБ                      | Основні відомості                                                               | Дата обрання | Дата звільнення |
| ------------------------ | ------------------------------------------------------------------------------- | ------------ | --------------- |
| Минайлюк Сергій Іванович | Сільський голова, 1967 року народження, освіта, безпартійний                    | 26.03.2006   | 31.10.2010      |
| Минайлюк Сергій Іванович | Сільський голова, 1967 року народження, освіта середня спеціальна, безпартійний | 31.10.2010   |                 |

Примітка: таблиця складена за даними джерела

## Історія
Заснована 1923 року в с. Малі Низгірці Малочернявської волості Бердичівського повіту Київської губернії. Станом на 17 грудня 1926 року в підпорядкуванні значилися хутір Калинів та населений пункт Призавгосп, які, на 1 жовтня 1941 року, не перебували на обліку населених пунктів.
Станом на 1 вересня 1946 року сільська рада входила до складу Вчорайшенського району Житомирської області, на обліку в раді перебувало с. Малі Низгірці.
5 березня 1959 року, відповідно до рішення Житомирського облвиконкому № 161 «Про ліквідацію та зміну адміністративно-територіального поділу окремих рад області», сільську раду ліквідовано, територію ради та с. Малі Низгірці приєднано до складу Роставицької сільської ради Ружинського району. Відновлена 3 березня 1995 року, відповідно до рішення Житомирської обласної ради «Про внесення змін в адміністративно-територіальний устрій окремих районів», в с. Малі Низгірці Роставицької сільської ради Ружинського району.
31 липня 2018 року територію ради та с. Малі Низгірці включено до складу новоствореної Вчорайшенської сільської територіальної громади Ружинського району Житомирської області.
Входила до складу Вчорайшенського (Бровківського, 7.03.1923 р., 13.02.1935 р.) та Ружинського (5.02.1931 р., 28.11.1957 р., 3.03.1995 р.) районів.